# 1-Bromcyclohexen
1-Bromcyclohexen ist eine chemische Verbindung des Broms aus der Gruppe der Cycloalkene.

## Gewinnung und Darstellung
1-Bromcyclohexen kann durch die Eliminierung von HBr aus trans-1,2-Dibromcyclohexan mit einer Base gewonnen werden.

## Eigenschaften
1-Bromcyclohexen ist eine farblose bis gelbliche, klare Flüssigkeit. Mit Bromwasserstoff reagiert es zum cis-1,2-Dibromcyclohexan.